# Lijst van burgemeesters van Wymbritseradeel
Dit is een lijst van burgemeesters van de voormalige Nederlandse gemeente Wymbritseradeel (Wymbritseradiel) in de provincie Friesland totdat de gemeente per 1 januari 2011 is opgegaan in de nieuwe gemeente Súdwest-Fryslân.
| Ambtsperiode | Naam burgemeester                    | Partij of stroming | Bijzonderheden                                                    |
| ------------ | ------------------------------------ | ------------------ | ----------------------------------------------------------------- |
| 1851 - 1853  | mr. Sjuck van Welderen baron Rengers |                    | Voorafgaand sinds 1823 grietman van Wymbritseradeel               |
| 1853 - 1877  | Minne Bakker                         |                    |                                                                   |
| 1877 - 1880  | Sybrand Witteveen                    |                    |                                                                   |
| 1881 - 1906  | Michiel Hylkes Tromp                 |                    |                                                                   |
| 1906 - 1931  | Hylke Michiel Tromp                  |                    | zoon van zijn voorganger; was burgemeester van Hemelumer Oldeferd |
| 1931 - 1938  | Hendrik Michiel Martens              | CHU                |                                                                   |
| 1938 - 1941  | mr. Sybrand Marinus van Haersma Buma | CHU                |                                                                   |
| 1941 - 1957  | Frederik Tjaberings                  |                    | was burgemeester van Hoogkerk                                     |
| 1957 - 1970  | Johannes van Hout                    | CHU                |                                                                   |
| 1970 - 1993* | Bendiks Cazemier                     | CHU/CDA            |                                                                   |
| 1993 - 2001  | Marten (M.F.) Koopmans               | CDA                |                                                                   |
| 2001 - 2010  | Jacob Reitsma                        | CDA                |                                                                   |

* vanaf 1984 gefuseerd met onder andere gemeente IJlst en vanaf 1986 heet de gemeente officieel Wymbritseradiel.